# Château de Cornillon (Haute-Savoie)
Pour les articles homonymes, voir Château de Cornillon.
Le château de Cornillon est un ancien château fort du début du XIIe siècle,, associée à une tour du XIe siècle, dont les ruines se dressent sur la commune de Saint-Laurent dans le département de la Haute-Savoie en région Auvergne-Rhône-Alpes.

## Situation
Les vestiges du château de Cornillon sont situés dans le département français de la Haute-Savoie sur la commune de Saint-Laurent, dans l'ancienne province du Faucigny, à proximité de Bonneville, au sud-est du bourg. Il se dressait sur un rocher difficilement accessible, à l'extrémité de la montagne de Cou, à l'est du hameau de « Moussy », à une altitude de 822 mètres, dominant ainsi la paroisse et contrôlant les gorges du Borne ou vallée du Bornant, ainsi que l’accès à l'abbaye d'Entremont, le nord de la vallée de l'Arve (l'aval) jusqu'à la colline de Monthoux avec en fond le lac Léman,.

## Historique
Lucien Guy indique, d'après ses recherches, que l'édifice remonterait au XIe siècle. Il aurait appartenu à une noble famille, vassale des comtes de Genevois, la famille de Cornillon. Le comte de Foras les indiques provenir de la vallée de la Tarentaise. Les armes de cette famille se blasonnent ainsi : « d'or au chevron de gueules accompagné de trois corneilles volantes de sable, membrées et buquées du second, les deux du chef affrontées ». En 1180, un certain Guillaume de Cornillon est témoin d'un accord à Genéve entre l'Abbaye d'Aulps et Amédée seigneur du lieu, en Chablais.
Au XIIe siècle, la tour, désignée sous le nom « donjonum de Cornillone », appartenait à la dot de Marguerite de Genève lors de son mariage avec le comte Thomas Ier de Savoie,. Le château n'est mentionné de façon certaine qu'en 1256. Le 5 octobre 1256, Alice de La Tour du Pin, comtesse de Genève, veuve du comte Guillaume cède à Rodolphe, son fils, le château de Cornillon avec tout le territoire du « Bornand », sous condition que le comte paierait jusqu'à concurrence de cent marcs d'argent, les dettes qu'elle avait contractées.
Vers 1260, le comte Pierre II de Savoie revendique sa part de « Curnillon », provenant de l'héritage de sa mère, au comte Rodolphe de Genève,. L'affaire est arbitrée par le seigneur de Menthon qui proclame le maintien du château dans le giron des comtes de Genève,.
Dans son testament du 24 septembre 1306, le comte Amédée II de Genève désigne son fils Guillaume comme son successeur et précise que ces autres fils, Amédée et Hugues, hériteront des châteaux « de Varey, Mornex, Rumilly-sous-Cornillon, et Cornillon, pour le vidomnat des Bornes, pour les droits sur le marché de La Roche, et pour les terres et rentes qu'il possède en Vaud, le tout sous la condition qu'ils ne pourront aliéner ces châteaux et droits qu'en faveur des héritiers du comte »,,.
À partir de cette date, Cornillon est déserté au profit du château de Rumilly-sous-Cornillon,. Dès cette époque la famille de Cornillon qui n'y réside plus s'est scindée en deux, une branche à Sallanches et une branche à Reignier au château de Meyrens. Le « vieux château » n'est plus alors qu'un fief des seigneurs de Saint-Laurent et de Rumilly-sous-Cornillon et nous n'avons aucune mention qu'il fut habité,.

## Description
Aujourd'hui en ruines, on trouve encore les traces au sol d'une tour ronde ainsi que des pans de murs qui étaient adossés au rocher. Ces différents témoignages indiquent un édifice peu important en lien avec l'emplacement exiguë et les difficultés d'accès,.
Le château de Cornillon se présente sous la forme d'un donjon (roman ?) quadrangulaire de 8,50 × 9 mètres et des murs épais de 1,2 mètre ; la minceur toute relative de ces murs s'explique du fait que ce château était très difficile d'accès et ne pouvait être bombardé de nulle part. Le  flanque au nord une tour cylindrique du milieu du XIIIe siècle de 7,36 mètres de diamètre et des murs épais de 2,18 mètres, ne laissant qu'un espace intérieur de 3 mètres et haute encore de 5 mètres. La salle était semble-t-il voûtée.
Il semble que les comtes de Genève aient édifié cette tour afin de surveiller leur frontière, le Borne formant la limite entre les possessions du Genevois et du Faucigny. Cornillon est bien plus une sorte de vigie qu'un château organisé.